# Feissons-sur-Salins
Feissons-sur-Salins (frankoprovenzalisch: Fèchon) ist französische Gemeinde mit 174 Einwohnern (Stand: 1. Januar 2022) im Département Savoie in der Region Auvergne-Rhône-Alpes (vor 2016 Rhône-Alpes). Sie gehört zum Arrondissement Albertville und zum Kanton Moûtiers (bis 2015 Kanton Bozel). Sie ist außerdem Teil des Gemeindeverbands Val Vanoise.

## Geographie
Feissons-sur-Salins liegt etwa 26 Kilometer südsüdwestlich von Albertville. Umgeben wird Feissons-sur-Salins von den Nachbargemeinden Saint-Marcel im Norden, Montagny im Osten, Brides-les-Bains im Süden, Salins-Fontaine im Westen und Südwesten sowie Moûtiers im Nordwesten.

## Bevölkerungsentwicklung
| Jahr                       | 1962 | 1968 | 1975 | 1982 | 1990 | 1999 | 2006 | 2013 |
| Einwohner                  | 166  | 136  | 101  | 108  | 130  | 161  | 190  | 189  |
| Quellen: Cassini und INSEE |      |      |      |      |      |      |      |      |

## Sehenswürdigkeiten
- Kirche Saint-Maurice, wieder errichtet im 18. Jahrhundert

## Weblinks

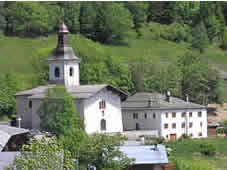
Kirche Saint-Maurice